# 里茲基
51°34′28″N 26°48′46″E / 51.57444°N 26.81278°E
里茲基（烏克蘭語：Різки），是烏克蘭西北部的村莊，隸屬里夫內州的薩爾內區。該村始建於1980年，面積0.75平方公里，海拔高度150米，2001年人口26，人口密度每平方公里34.7人。